# Троїцький костел (Ішколдь)
Костел св. Трійці (біл. Касцёл Св. Троіцы) — католицький храм XV століття у білоруському селі Ішколдь (біл. Ішкалдзь), розташованому в Крошинській сільській раді, за 36 км від Барановичів.
Пам'ятка архітектури XV століття у стилі пізньої готики, найстаріший (з неперебудованих) костел на території сучасної Білорусії. Включений до Державного списку історико-культурних цінностей Республіки Білорусь (код 112Г000057).

## Історія
Храм був закладений в 1449 Миколою Немировичем, який тоді ж призначив храму забезпечення від своїх маєтків (право на це забезпечення пізніше згадується і в заповіті Немировича в 1471). Освячено між 1468 та 1471. Церква зберегла свою початкову структуру до теперішнього часу. У другій половині XVI століття за наказом Миколи Радзивіла Чорного був пристосований під кальвіністський собор. У 1641 році повернуто католикам. Під час московсько-польської війни в середині XVII століття був сильно пошкоджений. Після придушення січневого повстання 1863 року, як і багато інших католицьких церков на території сучасної Білорусії, закритий і в 1868 році перероблений під православну церкву. Після переходу Ішкольді до складу Польщі у 1918 році повернуто католикам. 1969 року знову закритий радянською владою. У 1980-х реставровано і з того часу досі відкрито і використовується як католицький храм.

## Архітектура
Прямокутний у плані основний обсяг накритий високим двосхилим дахом, п'ятикутна апсида більш низька. Інтер'єр розділений 4 стовпами на 3 короткі нефи. Внаслідок багаторазових перебудов протягом XVII—XX ст. художньо-декоративне оздоблення усередині пам'ятника змінилося.
Архітектурна композиція храму є інтерпретацією середньоєвропейських готичних форм. Троїцький костел немає піднесеної вертикальної композиції, багатого скульптурного оформлення, притаманних готичної архітектури Західної Європи. Здається масивним, але його своєрідна скульптурна пластика, без використання прямих ліній, граціозна пропорція стін контрфорсів, стрімка динаміка щита даху не викликає сумнівів у його готичному характері. У цьому пам'ятнику чіткіше відображена білоруську церковну готику. Розміри храму — 26,4×13,5 м.
У своїй архітектурі Троїцький костел майже повністю повторює Святодухівську церкву в Кодені, але, на відміну від неї, має не напівкруглу, а грановану апсиду, також кругла вежа з крученими сходами примикає не в північно-західному, а в північно-східному кутку католикона.